# Campomanfoli
Campomanfoli è una delle 11 frazioni che costituiscono il Comune di Castel San Giorgio, in provincia di Salerno.

## Geografia fisica
Esso si trova nella parte nord del territorio comunale ai piedi del Monte Iulio e confina col Comune di Siano. Campomanfoli si compone di una zona "storica", che è arroccata alle falde del Monte Iulio, e di una zona più recente (intorno alla Chiesa della Madonna di Costantinopoli) che si caratterizza soprattutto per abitazioni unifamiliari.

## Origini del nome
La leggenda popolare accredita il nome ad un luogotenente (Manpholis) di Annibale accampatosi nelle zone limitrofe di Nuceria, alleata di Roma, per distruggerla. Questa versione, seppur affascinante, è una leggenda perché le notizie tramandateci dai poeti e storici latini, Tito Livio e Silio Italico non citano altro che la cronaca della distruzione di Nuceria. Questa leggenda ci viene trasmessa dallo storiografo G. Palmieri nel suo libro "Il ducato di Siano" scritto nell'anno 1934 e si è diffusa arrivando fino ai nostri giorni.
Da uno studio recente si è dedotto che il nome poteva essere Mansolo cioè Lo Manso e non Manfolo, poiché in quell'epoca le due lettere venivano scritte allo stesso modo. Lo Manso che è il termine dal latino mansus, indica di norma un podere contadino legato a un complesso terriero signorile. I villaggi rurali consistevano in un insieme di appezzamenti di terra recintati, chiamati mansi, all'interno dei quali sorgevano la casa contadina, la stalla, orti e giardini.

## Storia
La parte più antica è accorpata nell'attuale centro storico e termina a Capo Casale. Secondo la leggenda, il Monte Julio fu consacrato con tale nome dai Romani al loro imperatore Cesare, che lo concesse ai suoi legionari per tagliarvi la legna e per gli altri usi necessari allo stanziamento dei militari in quel luogo. 
La denominazione del nucleo ha origini longobarde. La più antica testimonianza epigrafica del toponimo Campomanfoli risale all'anno 1196, ed è contenuta in una pergamena del Santuario di Materdomini di Nocera Superiore, e ci è stata tramandata dallo storico Michele De' Santi nel libro "Studio storico sul Santuario di S. Maria Materdomini in Nocera de' Pagani" dell'anno 1909:
Nel basso medioevo, era un piccolo luogo con poche case, come del resto tutti gli altri borghi del Comune. Le famiglie più antiche risultano: Jennaco, De Gibello, De Auria, De Sarno e Cerrato.
Il borgo è senza dubbio il più antico del Comune per la presenza nel periodo preromano di uno stanziamento del popolo Sannitico, accertato dai ritrovamenti archeologici che l'ispettore Giuseppe Benevento rinvenne il 1º gennaio 2005 nella zona adiacente alla Chiesa di S. Maria Costantinopoli, alle pendici del Monte San Michele e che la Soprintendenza dichiarò:
Da scavi successivi, a circa 2 metri di profondità vennero alla luce delle mura appartenenti ad una villa rustica, furono prelevate tre cassette di anfore con frammenti di terracotta a vernice nera del IV sec. A.C. I saggi furono sospesi e tanto altro materiale fu interrato per altri sopralluoghi.
Il 10 luglio 2006, il Ministero per i beni e le attività culturali, Direzione Regionale di Napoli con nr. Prot. 112, decreta il sito archeologico di Campomanfoli vincolato e sottoposto a tutte le disposizioni di legge.
Le strutture antiche individuate nel corso di alcuni saggi preliminari di verifica, eseguiti a seguito del recupero di materiali di interesse archeologico, fanno ritenere l'area nei pressi della Chiesa di Santa Maria di Costantinopoli in località Campomanfoli del Comune di Castel San Giorgio, interessata da un insediamento, per il momento di natura ed estensione ancora incerta, risalente all'età ellenistica e che sembra già essere stato abbandonato in epoca precedente all'eruzione del 79 d.C. i reperti recuperati dai saggi di verifica eseguiti consistono in frammenti ceramici a vernice nera e sigillata italica, in resti di tegole ed in qualche frammento di oggetti di bronzo. L'orografia attuale è rappresentata da una successione di alcuni pianori, mentre quella antica sembra essere costituita da un pendio piuttosto regolare. Prima del rinvenimento occasionale, causato dalla costruzione di alcuni fabbricati, non si aveva nessun indizio dell'interesse archeologico dell'area. 
Dai reperti venuti alla luce, sempre rinvenuti dall'Isp. Benevento e consegnati alla Soprintendenza, si evidenzia in particolare una parte di Louteria di artigianato locale con delle stelle incise che si data tra la seconda metà del IV e il III secolo a.C. e delle monete in bronzo, una del periodo medievale con inciso una croce, una raffigurante la testa laureata e un granchio del III sec. a. C, e un'altra di colore verdastro chiaro con testa di Apollo laureata e toro androsopropo con volto umano, poi attribuita dagli esperti alla leggenda di IRTHI (Fratte) sempre del III.

### Toponimi antichi
Per capire i toponimi che ancora oggi resistono all'usura del tempo, bisogna rifarsi alle denominazioni che emergono dagli atti notarili a partire dal 1500. Da essi emergono frequenti oltre ai toponimi rustici, quelli composti da casa, seguiti dai cognomi di famiglie più in vista del luogo. Quando si dice casa, di solito si intende un gruppo di abitazioni di una determinata zona, che prendeva il nome da quella “Palaziata” della famiglia più antica e nota, oppure una singola abitazione. 
Il luogo antico chiamato Baresano oggi chiamato Vallesana inizia nel tratto, anticamente detto Crocevia e termina al confine con Siano dove c'è la vasca demaniale. Nel verde ai piedi del Monte San Michele, troviamo altri toponimi antichi Le curte, la Carcaria; il Palmetiello per la presenza di un palmeto. L'ariella, chiamata così per l'aria buona e la bella vista che offre quel posto. Il confine che divide Campomanfoli da Aiello corrisponde a via Chiummariello, detta così per la presenza di un fiumiciattolo, ormai prosciugato e coperto, e continua con la Madonna del Carmine ai confini di Torello.

## Monumenti e luoghi d'interesse
Nel suo territorio comprende la Chiesa di S. Maria di Costantinopoli, il Centro di Comunità parrocchiale e la Scuola primaria “Vincenzo Sarno”. La frazione attuale risulta già topograficamente determinata nella cartografia settecentesca. 
La Chiesa si trova nel territorio di Campomanfoli fu eretta come cappella, con Bolla Arcivescovile del 24 aprile 1589 in onore della Madonna, ed era come adesso in patronato dei casali di Aiello e Campomanfoli. È da sottolineare che l'attuale statua della Madonna in mattoni e pietre, viene citata già nell'anno 1650.
Ogni anno, in primavera, il martedì dopo la Pentecoste, in occasione dei festeggiamenti di Maria Santissima di Costantinopoli si tiene il tradizionale Volo degli Angeli e la tradizione di mangiare solo pesce.
Il borgo è molto caratteristico con i suoi vicoli, cantine e antiche curtis. Il primo nucleo è caratterizzato da case disposte lungo la strada Santa Maria di Costantinopoli e, sul lato a monte, dalla presenza di "pendini" gradonati atti a superare i dislivelli. Dal Piano Strategico Comunale di Castel San Giorgio del gennaio 2013 redatto dall'Università degli Studi di Salerno - Dipartimento di Scienze Economiche e Statistiche 84, si rileva che l'estensione totale del nucleo antico è: 48125 m², ha una superficie coperta: 9809 m², una volumetria: 77905 m³, e gli abitanti sono circa 480 unità.
Quasi tutte le abitazioni dell'epoca erano fornite di cantine per la produzione del vino, in particolare la zona chiamata “le cantine” riportata su una mappa del 1833. Alcune di queste cantine sono datate 1700 ma altre sono del periodo precedente. La strada principale è denominata S. Maria di Costantinopoli e fino a qualche anno fa i vicoli principali avevano le seguenti denominazioni: Vicolo Tranzillo, Vicolo Alfano, Vicolo Botta e Vicolo Spinelli, adesso tutti dedicati alla Madonna. Il tratto di strada che dalla chiesa conduce al paese negli anni scorsi era nominata Via Cerrato, per onorare quella famiglia che nel 1929 donò alla chiesa un terreno al fine di consentire l'ampliamento della piazza. Alla fine del 1500 la maggior parte degli abitanti erano contadini e braccianti, mentre negli anni successivi troviamo delle famiglie con titoli di Magnifici. Il casale faceva parte della Parrocchiale Chiesa del SS. Salvatore e dal 1600 fino ai giorni nostri è accertata la presenza di circa 30 sacerdoti nati nel nostro luogo. Nel 1700 risultano persone con titoli professionali, quali Medici, Giudici, Notai, Farmacisti e soprattutto Sacerdoti. Nel 1768 aveva 281 anime. Nel 1782 gli abitanti erano 421 ed era il casale più grande del Comune.

### Il centro storico
Nel percorrere le strade del paese, all'ingresso si vede il grande palazzo ottocentesco dell'antica famiglia Sarno, poi Ladalardo, salendo troviamo la curtis della famiglia Napolitani con un antico portale del 1500 con motivi floreali in pietra del Vesuvio dove era sede un'antica erboristeria. A poca distanza troviamo la Curtis Spinelli, Mazzariello, Iennaco, una delle più antiche, v'è un affresco del 1850 raffigurante la Natività dedicata a un sacerdote natio di Campomanfoli. 
Salendo ancora per la strada principale che taglia il centro storico, superando le antiche cantine, gettando lo sguardo a destra, s'incontrano i gradoni del XVI sec. Realizzati pietra su pietra. Servivano per raggiungere le case collocate in alto. Il cammino prosegue salendo per la via delle cantine e giunge a Capocasale, limite del centro storico. I gradoni per l'accesso alle case sulla destra sono formati da blocchi di tufo squadrato o con pietrame misto a ciottoli, ricordando che nell'antico borgo di Campomanfoli v'è un'antica Carcaria per la produzione della calce, visibile salendo un sentiero sulla destra leggermente in salita che porta verso la campagna. All'uscita dal centro antico si apre a valle la zona moderna.
Il Centro Comunità di Campomanfoli, ubicato cento metri dietro la chiesa, fu donato da un'associazione americana alla Caritas e da quest'ultima alla parrocchia nel 1985 in occasione del restauro post-terremoto. Accanto al Centro Comunità è collocata la Scuola di musica per strumenti bandistici, inaugurata nel 2010, gestita dal Maestro Antonio Esposito, intitolata a Giancarlo Siani, giovane giornalista ucciso dalla camorra. A pochi passi dalla chiesa c'è la scuola elementare intestata al professore “Vincenzo Sarno”, illustre campomanfolese. 

### Il Circolo sociale
Il Circolo nasce a Campomanfoli nell'anno 1914, a ridosso della prima guerra mondiale, nel 1931 viene intitolato ad Arnaldo Mussolini, fratello di Benito. Dopo la seconda guerra mondiale nell'anno 1947 continua la sua attività col nuovo statuto operaio. Viene denominato: Circolo Operaio - Onestà - Fratellanza – Lavoro –
La prima sede del Circolo nel dopoguerra, nasce nella casa della famiglia Murino in piazza di fronte alla fontana pubblica, successivamente si trasferisce nelle case della famiglia Sarno e Robustelli. Il circolo nel 1950 venne intitolato in onore del Prof. Tommaso Murino. Dagli atti risulta che nel 1947 il circolo possedeva la radio, mentre nel 1958 la televisione.
Il 31 dicembre del 1965, ventotto soci diedero le dimissioni in massa, motivando la scelta di “costituire un nuovo Circolo in un'abitazione nuova e più decente”. Quindi il nuovo Circolo con il titolo “Circolo ricreativo Maria SS. di Costantinopoli” nacque in due stanze a piano terra del Palazzo Ladalardo e durò fino alla metà degli anni “70. Da testimonianze dirette di alcuni soci, questa decisione fu politica. Nell'antico circolo rimasero quasi tutti i Democristiani, mentre nel nuovo si insediarono tutti gli affiliati di Sinistra. Comunisti e Socialisti. Durarono entrambi circa sette anni, poi i Circoli cessarono l'attività definitivamente.

## Società

### Tradizioni e folclore
Ad inizio estate, il martedì dopo la Pentecoste, nella frazione di Campomanfoli (ma ad onor del vero alla ricorrenza vi partecipa alla pari anche la frazione di Aiello) si tiene il tradizionale "Volo degli Angeli" in occasione della Festa di Maria Santissima di Costantinopoli. Una coppia di ragazze vestite da Angeli, con dei gigli in mano, sono sospese ad una corda e si elevano in onore della Vergine. Lentamente, per mezzo di carrucole, avanzano al centro della piazza per cantare l'inno sacro che si conclude con il lancio dei fiori. Al "Volo" si lega un'altra tradizione, ovvero la "Processione" in cui le donne portano pesanti candele dipinte, ed il Menu gastronomico esclusivamente a base di pesce (una particolarità per un paese non bagnato dal mare). Tale ultima tradizione è dovuta al fatto che nel 1857 l'Arcivescovo di Salerno stabilì in una Bolla ufficiale, che in occasione della ricorrenza non si dovesse mangiare carne. E tale Bolla fu accompagnata da un violento temporale che fece accrescere nei fedeli la convinzione dell'ubbidienza a tale Volontà arcivescovile. Sull'onda della tradizione ai devoti, in cambio dell'offerta, viene offerto un sacchetto con vermicelli, baccalà e mostaccioli.